# Blanco Encalada (1893)
«Бланко Енкалада» (ісп. Blanco Encalada) — бронепалубний крейсер чилійських ВМС кінця XIX століття. Побудований в єдиному екземплярі. Був удосконаленим варіантом крейсерів «Вейнтісінко де Майо» і «Нуеве де Хуліо», побудованих для ВМС Аргентини, належав до так званих «елсвікських» крейсерів, що будувалися на експорт британської компанією Sir W. G. Armstrong & Company.

## Проектування та будівництво
Після спуска на воду аргентинського крейсера «Нуеве де Хуліо» керівництво фірми «Армстронг» вирішало, що Чилі, яке конфліктувало з Аргентиною, також замовить крейсер. Хоч переговори з урядом Чилі ще тривали, уже у червні 1892 року компанія заклала новий крейсер, аби уникнути простою підприємства. Лише у вересні 1892 року уряд Чилі погодився придбати цей корабель за  333 500 фунтів стерлінгів.
Корабель був названий на честь першого президента Чилі Мануеля Бланко Енкалади.
Чилійці залучили в якості консультанта Едварда Ріда, колишнього головного конструктора Королівського флоту, і зажадали значної кількості удосконалень. В основному їх вимоги зводилися до оснащення нового крейсера артилерією, помітно потужнішою за аргентинські крейсери. Це, у свою чергу, призвело до зміни корпусних конструкцій.

## Конструкція
Корабель мав сталевий гладкопалубний корпус з таранним форштевенем, двома димовими трубами та щоглами.  
Силова установка складалась з 8 парових котлів та 2 вертикальних парових машин потрійного розширення потужністю 14 600 к.с. у форсованому режимі, що забезпечувала швидкість у 22,8 вузла. 
Корабель був озброєний англійською скорострільною артилерією. В носовій та кормовій частинах корабля стояли 203-мм гармати Армстронга, прикриті 152-мм щитами. а 152-мм гармати розміщувались у спонсонах.

## Історія служби
У 1906 році корабель був залучений до придушення страйку шахтарів у місті Антофагаста. У 1907 році доставив військові загони в місто Ікіке, де відбувався страйк шахтарів селітрових шахт, які протестували проти важких умов праці. Ці загони здійснили різанину в школі Санта-Марія-де-Ікіке .
У 1920 році у Талькауано крейсер був переобладнаний на навчальний корабель. ЗАмість дрібнокаліберної артилерії було встановлено п'ять 76-мм гармат та 40-мм зенітний автомат. Торпедні апарати були демонтовані.
У 1930-ті роки корабель був виведений в резерв та використовувався як блокшив.  У 1946 році він був проданий на злам.